# Металургійний завод у Бустоні
Металургійний завод у Бустоні — виробничий майданчик на півночі Таджикистану в місті Бустон (у радянські часи було відоме як Чкаловськ).
На першому етапі розгортання радянської ядерної програми особливо важливу роль відігравав Комбінат № 6 (з 1967-го перейменований на Ленінабадський гірничо-хімічний комбінат), рудники якого були розкидані по Таджикистану (Табошар, Адрасман), Узбекистану (Уйгурсай, з 1950-х також Чаулі, Каттасай, Алатаньга, Майлі-Катане, Чаркесар, Різак, в подальшому Джекіндек) та Киргизстану (Майлі-Су, далі Шакоптар, Майлісай). Що стосується переробних потужностей, то їх первісно розвивали на основі евакуйованого в 1941-му до Табошару з Одеси заводу «В», що до того спеціалізувався на солях стронцію та бісмуту, при цьому в Чкаловську організували його філію.
Станом на 1945 рік філія в Чкаловську працювала з продукцією рудників Уйгурсай та Майлі-Су, при цьому вона мала добову потужність у 25 тонн руди та протягом року переробила 1800 тонн із випуском 40 % концентрату. Не пізніше 1947-го чкаловський майданчик перейменували на ГМЗ-4, при цьому того ж року цілий ряд рудників отримав свої гідрометалургійні заводи — ГМЗ-1 у Табошарі, ГМЗ-2 в Майлі-Су, ГМЗ-3 в Адрасмані та ГМЗ-5 в Уйгурсаї. Втім, у підсумку саме завод у Чкаловську став головним, а з 1967 року єдиним у складі комбінату.
З плином часу внаслідок проведених модернізацій потужність чкаловського майданчика довели до 2000 тонн закису-окису урану на рік.
До кінця 1980-х усі зазначені вище рудники відпрацювали свої запаси, так що ГМЗ у Чкаловську працював на привозній сировині.
Закриття радянської ядерної програми та крах планової економіки справило сильний негативний вплив на завод. Він і далі періодично переробляв партії уранової сировини з Казахстану, проте це не могло становити серйозної бази для подальшої діяльності. Як наслідок, підприємство перейменували у «Востокредмет» та перепрофілювали на афінаж золота і срібла. Крім того, воно може випускати чистий пентоксид ванадію та марганцевий концентрат.
Наразі підприємство відоме як «Фулузоти нодири Точикистон» («Рідкісні мінерали Таджикистану»).